# Супаяджи
Супаяджи (бирм. စုဖုရားကြီး; 1854 — 25 февраля 1912) — предпоследняя главная королева-консорт Бирмы из династии Конбаун (1878—1879), одна из жен и сводная сестра последнего короля Бирмы Тибо Мина.

## Ранняя жизнь
Супаяджи, родившаяся в 1854 году под именем Хтейксу Пхаягьи (ထိပ်စုဖုရားကြီး), была старшей из трех дочерей короля Бирмы Миндона (1808—1878) и Синпьюмашин (1821—1900). Она была родной сестрой Супаялат и Супаялай. Она получила удел город Мон Наун и поэтому была известна как принцесса Мон Наун с королевским титулом Сусириратанаманггаладеви.

## Коронация
Честолюбивая Синпьюмашин, посадив Тибо на королевский трон в 1878 году, предложил своей старшей дочери Хтейк Супаяджи стать его королевой. Во время королевской коронации Супаялат (1859—1925) встала рядом со своей старшей сестрой, чтобы быть помазанной королевой одновременно, нарушив древний обычай. Брак её сестры так и не был завершен, и Супаялат, как говорили, впервые и в последний раз в истории принудила к моногамии бирманского короля, хотя Тибо впоследствии также женился на их младшей сестре Хтейк Супаялай (1863—1912), принцессе Яметин.

## Ссылка

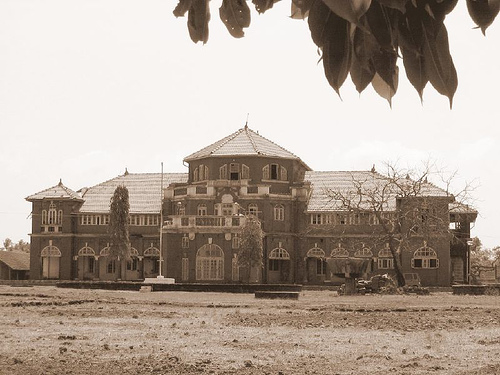
Кирпичный дворец в Ратнагари, куда были сосланы Супаяджи и королевская семья

Правление королевской семьи длилось всего семь лет (1878—1885), когда Тибо Мин потерпел поражение в третьей англо-бирманской войне и под давлением британцев был вынужден отречься от королевского престола в ноябре 1885 года. 25 ноября 1885 года их увезли в крытом экипаже из Мандалайского дворца через Южные ворота окруженного стеной города по улицам, вдоль которых выстроились британские солдаты и их плачущие подданные, к реке Иравади, где их ждал пароход под названием «Турия» (Солнце). Супаяджи и королеву-мать Синпьюмашин отправили в Тавой. Она умерла 25 февраля 1912 года в Мингуне после своей матери, которая умерла в 1900 году. Её останки были захоронены в южной части Пагоды Шведагон в современном Янгоне.